# Kaćina Glava
Kaćina Glava är ett berg i Kosovo. Det ligger i den södra delen av landet, 80 km sydväst om huvudstaden Priština. Toppen på Kaćina Glava är 2 162 meter över havet.
Terrängen runt Kaćina Glava är kuperad åt sydväst, men åt nordost är den bergig. Runt Kaćina Glava är det ganska tätbefolkat, med 207 invånare per kvadratkilometer. Närmaste större samhälle är Dragash, 5,1 km väster om Kaćina Glava. Omgivningarna runt Kaćina Glava är en mosaik av jordbruksmark och naturlig växtlighet.